# 中国共产党第八届中央委员会
中国共产党第八届中央委员会由中国共产党第八次全国代表大会选出，任期为1956年至1969年，第八届中央委员会在任期内通过了《关于以彭德怀同志为首的反党集团的决议》、《中国共产党中央委员会关于无产阶级文化大革命的决定》、《关于叛徒、内奸、工贼刘少奇罪行的审查报告》等决议。

## 历次全体会议

### 一中全会
中国共产党第八届中央委员会第一次全体会议于1956年9月28日晚间在北京举行，出席的有中央委员会委员96人，候补委员70人。会议选举了新的中央机构。
- 中国共产党第八届中央委员会
  - 中国共产党第八届中央政治局
    - 中央政治局委员：毛泽东、刘少奇、周恩来、朱德、陈云、邓小平、林彪、林伯渠、董必武、彭真、罗荣桓、陈毅、李富春、彭德怀、刘伯承、贺龙、李先念
      - 中央政治局常务委员会委员：毛泽东、刘少奇、周恩来、朱德、陈云、邓小平
        - 中央委员会主席：毛泽东
        - 中央委员会副主席：刘少奇、周恩来、朱德、陈云
        - 中央委员会总书记：邓小平

    - 中央政治局候补委员：乌兰夫、张闻天、陆定一、陈伯达、康生、薄一波

  - 中国共产党第八届中央书记处
    - 中央书记处书记：邓小平、彭真、王稼祥、谭震林、谭政、黄克诚、李雪峰
    - 中央书记处候补书记：刘澜涛、杨尚昆、胡乔木

- 中国共产党第八届中央监察委员会
  - 中央监察委员会委员（按姓氏笔画排列）：王从吾、王维舟、王维纲、帅孟奇、刘格平、刘锡五、刘澜涛、李士英、李楚离、肖华、吴溉之、高克林、高扬、马明方、张鼎丞、董必武、钱瑛
    - 中央监察委员会书记：董必武
    - 中央监察委员会副书记：刘澜涛、肖华、王从吾、钱瑛、刘锡五

  - 中央监察委员会候补委员（按姓氏笔画排列）：王翰、刘其人、李景膺、龚子荣

中央政治局常委
| 排名 | 肖像 姓名 | 党职                                                                                 | 公职 | 分工                                                                        | 備註                      |
| ---- | --------- | ------------------------------------------------------------------------------------ | --- | --------------------------------------------------------------------------- | ------------------------- |
| 1    | 毛泽东    | 中共中央主席 中共中央軍委主席 中共中央政治局常委                                     | 中國人民政治協商會議全國委員會名譽主席 中華人民共和國主席（至1959年4月） 中華人民共和國國防委員會主席（至1959年4月）          |                                                                             |                           |
| 2    | 刘少奇    | 中共中央副主席 中共中央政治局常委                                                    | 全國人民代表大會常務委員會委員長（至1959年4月） 中華人民共和國主席（自1959年4月） 中華人民共和國國防委員會主席（自1959年4月） |                                                                             |                           |
| 3    | 周恩来    | 中共中央副主席 中共中央政治局常委                                                    | 中華人民共和國國務院總理 中國人民政治協商會議全國委員會主席 中華人民共和國外交部部長（至1958年2月）                           | 中共中央專門委員會主任                                                      |                           |
| 4    | 朱德      | 中共中央副主席 中共中央政治局常委 中共中央軍委常委                                   | 中華人民共和國副主席（至1959年4月） 全國人民代表大會常務委員會委員長（自1959年4月）                                           |                                                                             |                           |
| 5    | 陈云      | 中共中央副主席 中共中央政治局常委                                                    | 中華人民共和國國務院副總理 中華人民共和國國家基本建設委員會主任 （1958年至1961年）                                            | 中央經濟工作五人小組组长（1957年至1958年） 中央财经领导小组组长（1958年起） |                           |
| 6    | 林彪      | 中共中央副主席 （自1958年5月） 中共中央政治局常委 （自1958年5月） 中共中央軍委副主席 | 中華人民共和國國務院副總理 中華人民共和國國防委員會副主席                                                                     |                                                                             | 1958年5月25日五中全會增補 |
| 7    | 邓小平    | 中共中央政治局常委 中共中央书记处總書記 中共中央軍委常委                             | 中華人民共和國國務院副總理 中華人民共和國國防委員會副主席                                                                     |                                                                             |                           |
| 8    | 李富春    | 中共中央政治局常委 中共中央书记处书记                                                | 中華人民共和國國務院副總理 中華人民共和國國家計劃委員會主任                                                                   |                                                                             | 1966年8月十一中全會上當選 |

中央政治局委员
| 排名 | 肖像 姓名 | 党职                                                                                 | 公职 | 分工                     | 備註                                |
| ---- | --------- | ------------------------------------------------------------------------------------ | --- | ------------------------ | ----------------------------------- |
| 1    | 林彪      | 中共中央政治局委員（至1958年5月） 中共中央軍委副主席                                 | 中華人民共和國國務院副總理 中華人民共和國國防委員會副主席                                                                              |                          | 1958年5月25日五中全會增補政治局常委 |
| 2    | 林伯渠    | 中共中央政治局委員                                                                   | 全國人民代表大會常務委員會第一副委員長                                                                                                 |                          |                                     |
| 3    | 董必武    | 中共中央政治局委員 中共中央监委书记                                                  | 中華人民共和國最高人民法院院長（至1959年4月） 中國人民政治協商會議全國委員會副主席 （至1959年4月） 中華人民共和國副主席（自1959年4月） |                          |                                     |
| 4    | 彭真      | 中共中央政治局委員 中共中央书记处书记                                                | 全國人民代表大會常務委員會副委員長 全國人民代表大會常務委員會秘書長 中國人民政治協商會議全國委員會副主席                               |                          |                                     |
| 5    | 罗荣桓    | 中共中央政治局委員 中共中央軍委委員 中國人民解放軍監委書記                           | 全國人民代表大會常務委員會副委員長 中華人民共和國國防委員會副主席 中國人民解放軍總政治部主任 中央軍委人民武裝委員會主任                | 中央軍委民兵工作小組組長 |                                     |
| 6    | 陈毅      | 中共中央政治局委員 中共中央軍委副主席（自1966年1月） 中共中央軍委常委（至1959年9月） | 中華人民共和國國務院副總理 中華人民共和國外交部部長（自1958年2月） 上海市人民政府市長（至1958年11月） 外交學院院長（至1961年）         |                          |                                     |
| 7    | 李富春    | 中共中央政治局委員 中共中央书记处书记（自1958年）                                    | 中華人民共和國國務院副總理 中華人民共和國國家計劃委員會主任                                                                            |                          | 1966年8月十一中全會上當選政治局常委 |
| 8    | 彭德怀    | 中共中央政治局委員 中共中央西南局「三線」建設委員會第三副主任                        | 中華人民共和國國務院副總理 中華人民共和國國防委員會副主席 中華人民共和國國防部部長（至1959年9月）                                      |                          |                                     |
| 9    | 刘伯承    | 中共中央政治局委員 中國人民解放軍高等軍事學院政委                                    | 全國人民代表大會常務委員會副委員長 中華人民共和國國防委員會副主席 中國人民解放軍高等軍事學院院長                                       | 中央軍委戰略小組組長     |                                     |
| 10   | 贺龙      | 中共中央政治局委員 中共中央軍委副主席 中共中央軍委國防工業委員會主任                 | 中華人民共和國國務院副總理 中華人民共和國國防委員會副主席 中華人民共和國體育運動委員會主任                                             | 國務院編制審查委員會主任 |                                     |
| 11   | 李先念    | 中共中央政治局委員 中共中央书记处书记（自1958年）                                    | 中華人民共和國國務院副總理 | 中央財經小組副組長       |                                     |

中央政治局候补委员
| 排名 | 肖像 姓名 | 党职                                                                                 | 公职 | 分工 | 備註 |
| ---- | --------- | ------------------------------------------------------------------------------------ | --- | --- | ---- |
| 1    | 乌兰夫    | 中共中央政治局候補委員 中共內蒙古自治區委第一書記 中共中央華北局第二書記（自1960年） | 中華人民共和國國務院副總理 中華人民共和國國家民族事務委員會主任 內蒙古自治區人民委員會主席 內蒙古大學校長 內蒙古自治區政協主席（自1965年5月） | |      |
| 2    | 张闻天    | 中共中央政治局候補委員                                                               | | |      |
| 3    | 陆定一    | 中共中央政治局候補委員 中共中央書記處書記（自1962年） 中共中央宣傳部部長             | 中華人民共和國國務院副總理 中華人民共和國文化部部長                                                                                           | |      |
| 4    | 陈伯达    | 中共中央政治局候補委員                                                               | | |      |
| 5    | 康生      | 中共中央政治局常委（自1966年8月） 中共中央政治局候補委員                             | | 中央文教小組副組長 中央文革小組顧問 中央教育工作委員會副主任 《毛澤東選集》編輯委員會副主任 中央文教小組理論小組組長 |      |
| 6    | 薄一波    | 中共中央政治局候補委員                                                               | 中華人民共和國國務院副總理 中華人民共和國國家經濟委員會主任 中華人民共和國國家計劃委員會副主任                                                | |      |

### 二中全会
中国共产党第八届中央委员会第二次全体会议于1956年11月10日至15日在北京举行。刘少奇作《目前时局的报告》，谈到埃及问题、波兰问题、匈牙利问题以及党对这些问题所采取的政策和应记取的教训。周恩来作《关于1957年度国民经济发展计划和财政预算的控制数字的报告》，报告充分肯定了成绩，指出了缺点，总结了经验教训；报告明确提出，1957年的计划应当在继续前进的前提下，为基本建设作适当的压缩；合理调整各经济部门之间的比例关系，以适应国家的财力和物力的可能性。陈云作《关于粮食和主要副食品问题的报告》。毛泽东作总结发言，同意全会所采取的各项方针和措施，并着重谈了经济问题、国际形势问题、中美关系问题，他强调“我看有两把‘刀子’，一把是列宁，一把是斯大林。现在斯大林这把刀子，俄国人丢了。……我们中国没有丢。我们第一条是保护斯大林，第二条也批评斯大林的错误，写了《关于无产阶级专政的历史经验》那篇文章。我们不像有些人那样丑化斯大林，毁灭斯大林，而是按照实际情况办事。”。此外根据毛泽东的提议，会议决定于1957年全党开展整风运动，整顿“主观主义、宗派主义、官僚主义”。

### 三中全会
中国共产党第八届中央委员会扩大的第三次全体会议于1957年9月20日至10月9日在北京举行。邓小平作关于《整风运动的报告》和会议的总结发言，陈云作《关于改进国家行政管理体制问题和关于农业增产问题的报告》，周恩来作《关于劳动工资和劳保福利问题的报告》。毛泽东在会议结束前作了题为《做革命的促进派》的讲话。会议基本通过了《1956年到1967年全国农业发展纲要（草案）》以及关于工业、商业、财政的管理体制和关于劳动工资、劳保福利问题的几项规定草案。这次会议重点讨论了五个问题：一是关于整风和反右派斗争问题，肯定了大鸣、大放、大辩论、大字报是进行政治战线和思想战线上社会主义革命的很合适的形式；二是关于农业问题；三是关于国家行政管理体制问题；四是关于劳动工资和劳保福利问题；五是关于国内主要矛盾问题，认为国内的主要矛盾是“无产阶级与资产阶级的矛盾”。这次会议对1956年党中央所采取的反冒进的若干正确作法再次提出尖锐批评，这实际上是后来发动“大跃进”的开端。

### 四中全会
中国共产党第八届中央委员会第四次全体会议于1958年5月3日在北京举行。出席会议的除中央委员、候补中央委员外，各省、市、自治区党委第一书记列席了会议。 
全会讨论了中国共产党第八次全国代表大会第二次会议的议程、代表团的组成和大会主席团的组成。讨论了《中央委员会向八大二次会议的工作报告（修正稿）》和《八大二次会议关于在莫斯科举行的各国共产党、工人党代表大会的决议（草案修正稿）》等文件。

### 五中全会
中国共产党第八届中央委员会第五次全体会议于1958年5月25日在北京举行。全会增选林彪为中央委员会副主席、中央政治局常委；增选柯庆施、李井泉、谭震林为中央政治局委员；增选李富春、李先念为中央书记处书记。递补杨献珍、王恩茂为中央委员。全会还决定创办出版党中央理论刊物《红旗》杂志，由陈伯达任总编辑。

### 六中全会
中国共产党第八届中央委员会第六次全体会议于1958年11月28日至12月10日在湖北武昌举行，出席会议的有中央委员84人，候补中央委员82人。中央有关部门负责人和各省、市、自治区党委第一书记列席了会议。 
毛泽东主持会议并作了重要讲话。邓小平作了《关于人民公社若干问题的决议的说明》，李富春作了《关于一九五九年国民经济计划安排的说明》。 
全会通过了由毛泽东主持起草的《关于人民公社若干问题的决议》，通过了《关于改进农村财政贸易管理体制的决议》、《关于1959年国民经济计划的决议》 和《同意毛泽东同志提出的关于他不作下届中华人民共和国主席候选人的建议的决定》。

### 七中全会
中国共产党第八届中央委员会第七次全体会议于1959年4月2日至5日在上海举行。出席会议的中央委员81人，候补中央委员80人。中央各部门负责人和各省、市、自治区党委第一书记列席了会议。
毛泽东主持了这次会议。全会听取了薄一波作的《关于第一季度工业生产情况和第二季度的安排的报告》，李先念作的《关于财贸工作的情况和意见的报告》，邓小平作的《关于经济工作和国家机构的人事配备的说明》，李富春作的《关于准备提交全国人民代表大会讨论的1959年国民经济计划主要指标的说明》。
全会讨论并通过了《关于人民公社的十八个问题》、《1959年国民经济计划草案》和《关于国家机构和人事配备的方案》。全会还讨论并决定了准备向第二届人大一次会议提出的国家机构领导人员候选人的提名方案。
全会通过的政治局扩大会议制定的《关于人民公社的十八个问题》的会议纪要，总结了纠正公社化运动中“左”的错误的成果，对人民公社的管理体制作了一系列原则的规定。全会再次批评了“反冒进”。

### 八中全会
中国共产党第八届中央委员会第八次全体会议于1959年8月2日至8月16日在江西庐山举行。出席会议的有中央委员75人，候补中央委员74人。中央有关部门和各省、市、自治区党委第一书记14人列席了会议。这次会议的议题：一是对彭德怀、黄克诚、张闻天、周小舟等进行批判；二是讨论调整1959年经济计划指标。毛泽东在会议期间作了多次讲话。 
全会通过了《关于以彭德怀同志为首的反党集团的决议》、《关于撤销黄克诚同志中央书记处书记的决定》、《为保卫党的总路线、反对右倾机会主义而斗争的决议》、《关于开展增产节约运动的决议》和《中国共产党第八届中央委员会第八次全体会议公报》。全会决定撤销彭德怀、黄克诚、张闻天和周小舟4人分别担任的国防部长、总参谋长、中央书记处书记、外交部第一副部长和湖南省委第一书记职务，保留他们的中央委员、中央候补委员、政治局委员和政治局候补委员职务以观后效。

### 九中全会
中国共产党第八届中央委员会第九次全体会议于1961年1月14日至18日在北京举行。出席会议的中央委员83人，候补中央委员87人。中央有关部门和各省、市、自治区党委的其它工作人员23人也列席了会议。毛泽东主持了这次会议。会议听取和讨论了李富春作的《关于1960年国民经济计划执行情况和1961年国民经济计划主要指标的报告》、听取和讨论了邓小平作的《关于1960年11月在莫斯科举行的各国共产党和工人党代表会议的报告》。通过《关于农村整风整社和若干政策问题的讨论纪要》。全会正式批准对国民经济实行“调整、巩固、充实、提高”八字方针，建议国务院根据这一方针，编制1961年国民经济计划，交全国人民代表大会审议。全会号召全国集中力量加强农业战线，贯彻执行国民经济以农业为基础，全党全民大办农业、大办粮食的方针。全会还批准成立东北、华北、华东、中南、西南、西北六个中央局，代表中央分别加强对各省、市、自治区党委的领导。其中，陶铸担任中南局第一书记、宋任穷担任东北局第一书记、李井泉担任西南局第一书记、刘澜涛担任西北局第一书记、李雪峰担任华北局第一书记、柯庆施担任华东局第一书记。

### 十中全会
中国共产党第八届中央委员会第十次全体会议于1962年9月24日至27日在北京举行。出席会议的有中央委员82人，候补中央委员88人。中央有关部门和各省、市、自治区党委的负责人33人列席了会议。会议由毛泽东主持。八届十中全会认为，我国人民当前的迫切任务是：贯彻执行毛泽东提出的以农业为基础、以工业为主导的发展国民经济的总方针，把发展农业放在首要地位，正确地处理工业和农业的关系，坚决地把工业部门的工作转移到以农业为基础的轨道上来。八届十中全会号召全国各民族的工人、农民、知识分子、民主党派、一切爱国人士，更加紧密地团结起来，在党中央和毛泽东的领导下，更高地举起社会主义建设总路线、大跃进、人民公社的光辉旗帜，鼓足干劲，努力增产节约，为争取明年农业的丰收、为争取国民经济的新发展、为争取我国社会主义事业的新胜利而奋斗。
全会增选了中央监察委员会委员21人，候补委员21人。增选陆定一、康生、罗瑞卿为中央书记处书记。撤销了黄克诚、谭政的中央书记处书记职务。

### 十一中全会

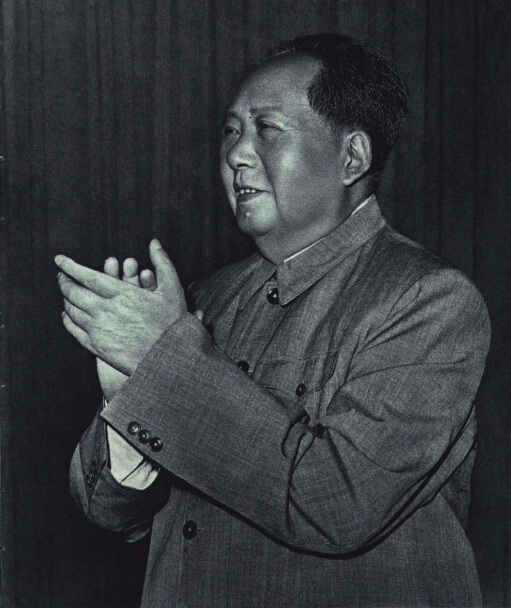
毛泽东在中共八届十一中全会上

中国共产党第八届中央委员会第十一次全体会议于1966年8月1日至12日在北京举行。出席会议的有中央委员和候补中央委员141人。列席会议的有省、市、自治区党委及中央有关部门的负责同志，中央文化革命小组全体成员和首都高等学校的“革命师生”代表47人。毛泽东于8月5日写下《炮打司令部——我的一张大字报》。8月7日，大字报发表后，全会立即转为集中揭发批判刘少奇和邓小平。
8月8日，全会通过了《中国共产党中央委员会关于无产阶级文化大革命的决定》（即《十六条》），规定文化大革命的斗争目标是斗垮“走资本主义道路的当权派”，批判“资产阶级反动学术权威”，把领导权夺回到无产阶级手中来。进行文化大革命的方法是运用“四大”（大鸣、大放、大字报、大辩论）。
全会讨论和批准了1962年9月八届十中全会以来中央政治局关于国内、国际问题的重大决策和重大措施。
8月12日，根据毛泽东的提议改组了中央领导机构，选举毛泽东任主席，林彪任副主席，选举毛泽东、林彪、周恩来、陶铸、陈伯达、邓小平、康生、刘少奇、朱德、李富春、陳雲为中央政治局常委；补选陶铸、陈伯达、康生、徐向前、聂荣臻、叶剑英为中央政治局委员；李雪峰、谢富治、宋任穷为政治局候补委员；补选谢富治、刘宁一为中央书记处书记；决定撤销彭真、罗瑞卿、陆定一的中央书记处书记及杨尚昆的候补书记的职务。另外增补候补中央委员杨得志、韦国清、罗贵波、张经武、谢觉哉、叶飞为中央委员。全会选出的中央政治局常委，未按得票多少排列名次，林彪名列第二位，实际上成为毛泽东的副手和接班人。全会没有重新选举中共中央主席和副主席，但以后只有林彪被称为副主席，刘少奇、周恩来、朱德、陈云原来的副主席职务不再提及，实际上是取消了。
八届十一中全会对于文化大革命的全面发动是一次关键性的会议。会后，中央政治局和中央书记处的很大部分权力，逐渐为中央文化革命小组所掌握。

### 十二中全会
中国共产党第八届中央委员会第十二次全体会议于1968年10月13日至31日在北京举行。时任国家主席刘少奇在会议上被“永远开除出党，撤消其党内外的一切职务”。
这次会议是中华人民共和国29个省、市、自治区都建立了革命委员会后召开的。参加这次全会的中央委员，候补中央委员，各省、市、自治区革命委员会负责人共133人中，原八届中央委员、候补中央委员只有59人，仅有34%。出席会议的有中央文革小组全体成员，军委办事组成员，各省、市、自治区革命委员会和各大军区的主要负责人，中央直属机关人员。毛泽东主持会议并发表讲话，会议一开始以二月逆流的罪名围攻陈毅、叶剑英、李富春、李先念、徐向前、聂荣臻等人，以及所谓“一贯右倾”的朱德、陈云、邓子恢等人。会议通过了由江青、康生、谢富治等人写成的《关于叛徒、内奸、工贼刘少奇罪行的审查报告》，并作出了撤销刘少奇党内外一切职务和开除党籍的决定，当时中央委员陈少敏拒绝举手。会议通过《关于召开党的九大及其代表产生办法》等。全会通过了召开党的第九次全国代表大会的决定，以及《关于九大代表产生的决定》，通过了关于《中国共产党章程（草案）》的决定。会议还通过了候补中央委员递补为中央委员的人员名单：黄永胜、许世友、陈锡联、张达志、韩先楚、潘复生、刘建勋、刘子厚、吴德、李大章。
《关于叛徒、内奸、工贼刘少奇罪行的审查报告》的决议于1980年中共十一届五中全会宣布撤销。